# Gökmenler

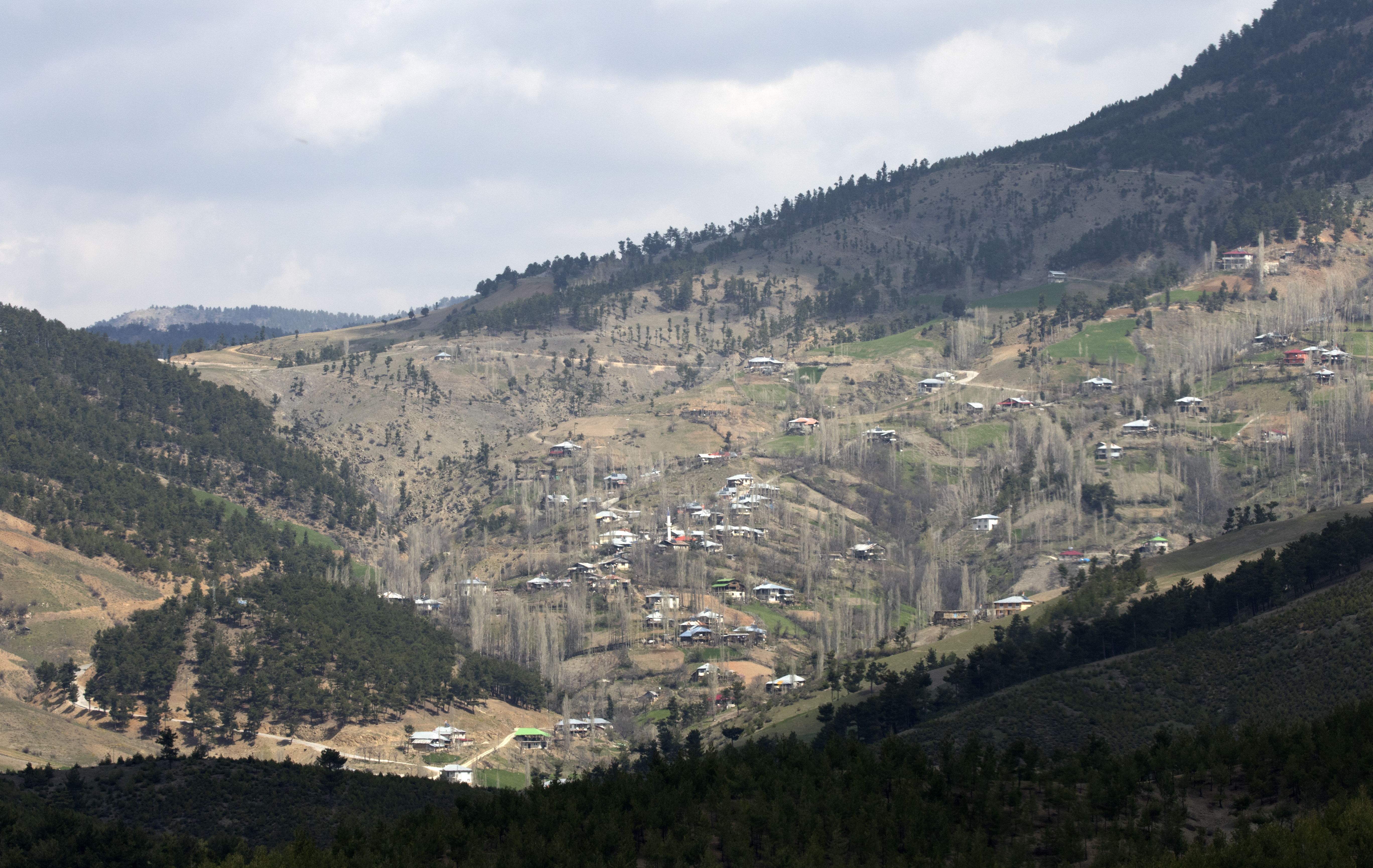
Gökmenler (2016)

Gökmenler ist ein Ortsteil (Mahalle) im Landkreis Saimbeyli der türkischen Provinz Adana mit 512 Einwohnern (Stand: Ende 2024). Im Jahr 2011 hatte Gökmenler 661 Einwohner.